# Messier 81
Messier 81 (M81 ili NGC 3031), poznata kao i Bodeova galaksija je spiralna galaksija u zviježđu Veliki medvjed. M81 je otkrio Johann Elert Bode 1774. godine. 1779. godine Charles Messier i Pierre Méchain ponovno su otkrili galaksiju i uvrstili je katalog.

## Svojstva
M81 je jedan od najboljih primjera spiralne galaksije. Njeni krakovi se spiralno pružaju gotovo savršeno do samog centra. Zbog njene velike blizine, tek je 11.8 milijuna ly od nas, velikih dimenzija i aktivne jezgre, M81 je popularna galaktika za proučavanje. Prividni promjer M81 je 26.9' x 14.1' što odgovara linearnom promjeru od 94,000 ly. Svojim dimenzijama, M81 je tek neznatno manja od naše Mliječne staze.
Dosad je samo jedna supernova otkrivena u M81. 28. ožujka 1993. otkrivena je SN 1993J, tip IIb supernova. SN 1993J je bila druga najsjajnija supernova poslije SN 1987A i dosegla je prividni sjaj od + 10.5 magnituda. Iz promatranja eksplozije supernove izračunata je udaljenost od M81 od 8.5 ± 1.3 milijuna ly.

### Interakcija s M82
M81 i M82 udaljene su oko 45' ili samo 150,000 ly u stvarnosti. Snažne gravitacijske plimne sile masivnije galaktike M81 uzrokovale su deformiranje M82 i nagli porast formacije zvijezda zbog urušavanje oblaka međuzvjezdanog plina i prašine. Sudar s M82 uzrokovao je stvaranje uočljive spiralne strukture kod M81.

### Grupa galaktika M81
M81 je najveća galaktika u grupi galaktika M81. Grupa se sastoji od 34 galaktike smještene u zviježđu Veliki medvjed. Udaljenost grupe je oko 11.7 milijuna ly i time je jedna od najbližih grupa galaktika našoj Lokalnoj grupi. 
M81 je iskusila gravitacijsku interakciju s M82 i NGC 3077. Interakcije su uzrokovale gubitak vodika u sve tri galaktike te su uzrokovale stvaranje vlaknastih struktura u grupi. Interakcije su uzrokovale i pad međuzvjezdanog plina u središte M82 i NGC 3077. Pad je uzrokovao nagli rast intenziteta stvaranje zvijezda u tim galaksijama.

## Amaterska promatranja
M81 je treća najsjajnija galaktika na sjevernom nebu. Od nje su sjajnije samo Andromeda i M33. Prividni sjaj galaktike je + 6.9 magnituda. Postoji nekoliko promatrača koji su uočili M81 golim okom. 
M81 je lako vidljiva u bilo kojem optičkom pomagalu. U dvogledu ju je moguće vidjeti kao sjajan oblačić. U teleskopima oblačić pokazuje jasnu eliptičnost, jezgru i pad svjetline prema rubovima. Za uočavanje spirale potreban je teleskop s promjerom većim do 300 mm.
M81 i M82 popularan su par galaktika za promatranje. Moguće ih obje vidjeti u istom vidnom polju pri manjim povećanjima.

## Vanjske poveznice
Skica M81